# Claude Lavezzi
Claude Lavezzi (auch Claudio oder korsisch: Claudiu) (* 1920 in Bastia; † April 2004) war ein französischer Kommunist (später Sozialist) korsischer Abstammung, Unterstützer der korsischen Unabhängigkeitsbewegung und Restaurantbetreiber.
Lavezzi lernte den Beruf des Elektrikers. 1936 trat er der Fédération des jeunesses communistes de France bei, der Jugendorganisation der Kommunistischen Partei Frankreichs. Im Spanischen Bürgerkrieg kämpfte er in den Internationalen Brigaden. Nach Ende des Zweiten Weltkrieges war er Mitarbeiter des Gesundheitsministers François Billoux in der provisorischen französischen Regierung. Ende der 1950er Jahre verließ er die Kommunistische Partei, war zeitweilig Mitglied der linkssozialistischen Partei PSU und engagierte sich für die algerische Unabhängigkeitsbewegung.
Am 7. Juli 1970 eröffnete er in der Rue de l’Amiral Roussin im Pariser 15. Arrondissement die nach dem korsischen Freiheitskämpfer Sampiero Corso benannte Rôtisserie U Sampieru Corsu. Das besondere an diesem Restaurant war die Art der Bezahlung: Für das einfache Menü war zwar ein Preis vorgegeben, das Geld wurde aber nicht direkt bezahlt, sondern jeder Gast legte es beim Verlassen des Lokals unkontrolliert in eine Schublade am Ausgang. Reichere sollten dabei mehr bezahlen, während z. B. Arbeitslose und andere finanziell schwach Gestellte umsonst essen konnten. Dieses System funktionierte jahrelang, und es wurden insgesamt 175.000 Gratismahlzeiten ausgegeben.
Claude Lavezzis Restaurant wird auch als Vorläufer der Restos du Cœur angesehen.